# توفيق رويسي
توفيق علي محمد سعيد رويسي (1374هـ - 11 رجب 1435)، فنان ومُطرب ينبعاوي، كان عازف لألة القانون في بداية شبابه ثم أتجه إلى الغناء وبدء يختار كلمات الموال التي أراد أن يطورها وفق منظومة الطرب الينبعاوي وأبدع في أدائها دون أن يخرج من الموروث الأصيل للطرب الينبعاوي حتى أصبح توفيق علامة فارقة بين أبناء جيله سعى لإستحداث فرع لجمعية الفنون تحفظ موروث ينبع الفني(رحمة الله عليه)

## الحالة الاجتماعية
متزوج وله عدة أبناء وأكبر أولاده الذكور وليد ثم محمد ثم ريان .

## وفاته
توفي صباح يوم السبت 11 رجب 1435هـ الموافق 10 مايو 2014م في ينبع وتم دفنه في مقبرة الشاطئ .